# Voïampolski
Le Voïampolski, en russe : Воямпольский, est un volcan situé au nord de la péninsule du Kamtchatka, à l'est de la Russie. Il est composé de deux volcans boucliers, le Voïampolski et le Kakhtana. Le Voïampolski est le plus élevé (1 217 m). La source du fleuve Kakhtana est située à proximité.